# علي التاجر
علي مورشانت هو ممثل هندي ومذيع وديدجي ومنتج مسيقى
كان ضهوره الاول الاول في أكثر من 35 برنامج تلفزيوني بما في ذلك البرامج الخيالية والواقعية على جميع القنوات الرئيسية مثل كولورس وام تي فيو ستار بليس و غيره من القنواةالهنديةقام أيضًا بتقديم عروض غير خيالية على ستار بليس مثل حلقات ناشبا ليف الخاصة وكمضيف منفرد لـ <i id="mwHw">Gladrags Mega Model وManhunt</i> لمدة ثلاثة مواسم متتالية على القناة الخامسة.
ولديه أيضا العديد من الموسيقى و العديد من ريمكسات رسمية على ملصقات موسيقية مثل T-series و Zee Music و Speed Records .